# Fernand Brose
Pour les articles homonymes, voir Brose.
Fernand Brose, né le 1er mai 1941, est un maître graveur, enlumineur et peintre héraldiste de nationalité belge, résidant à Sassor, hameau de Theux. Il fut professeur d'arts appliqués pour les sections supérieures de gravure et ciselure de l’école d’armurerie de la ville de Liège.  

## Biographie

### Formation
Fernand Brose est graphiste de formation et a travaillé dans sa jeunesse à la Fabrique Nationale de Herstal.

### Scribe et enlumineur de la Cour de Belgique
Il est[Depuis quand ?] l'enlumineur attitré de la Cour de Belgique pour ses documents officiels et honorifiques.
Signe : Brose

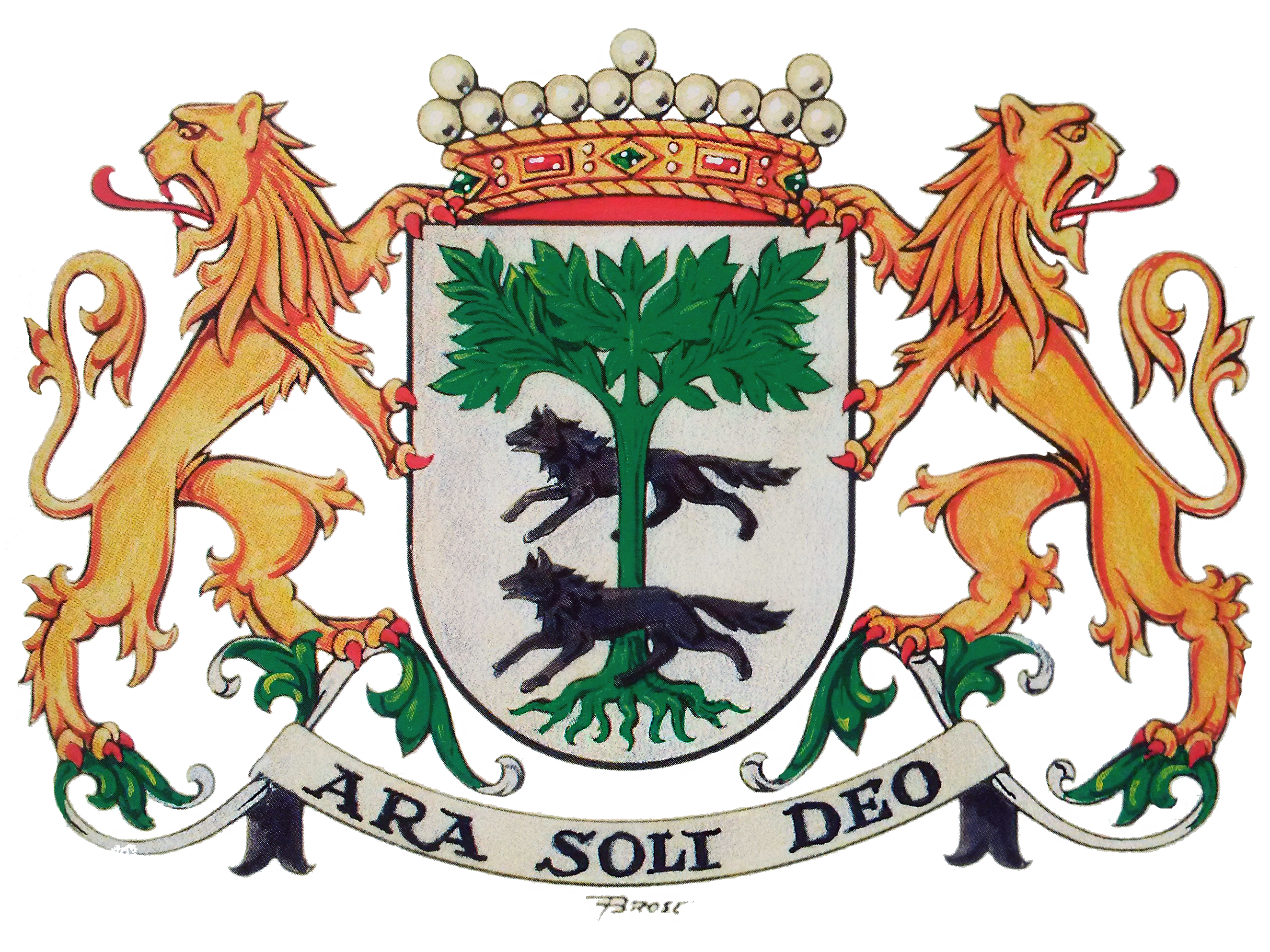
Arrazola de Onate, œuvre de Fernand Brose

## Quelques réalisations

Communauté germanophone de Belgique

Outre deux œuvres exposées au musée Rockox d'Anvers, il est l'auteur de 
- diverses armoiries pour les communes et villes de Belgique;
- la création des armoiries et du drapeau de la communauté germanophone de Belgique;
- le réalisateur de l'E.C.U européen.

## Prix et distinctions
- Premier prix avec grande distinction, cours supérieurs arts graphiques, Académie royale des beaux-arts de la ville de Liège ;
- Prix « Marie » en 1966 ;
- Titre et insigne d'honneur d'or des Lauréats du travail de Belgique ;
- Chevalier de l’ordre de Léopold II.